# تيورار (امكورا)
تيورار هو دُوَّار يقع بجماعة أكليف، إقليم الصويرة، جهة مراكش آسفي في المملكة المغربية. ينتمي الدوّار لمشيخة امكورا التي تضم 17 دوار. يقدر عدد سكانه بـ 159 نسمة حسب الإحصاء الرسمي للسكان والسكنى لسنة 2004.

## روابط خارجية
- البوابة الوطنية للجماعات الترابية نسخة محفوظة 12 مارس 2018 على موقع واي باك مشين.
- المندوبية السامية للتخطيط